# Jan Meulman
Jan C. Meulman (Dalfsen, 14 maart 1767 – Harmelen, 22 augustus 1847) was een Nederlandse jurist.
Jan Meulman promoveerde in 1787 in Utrecht in de rechtswetenschappen, hij werd daarna benoemd tot secretaris van de rechtbank in Woerden. In 1803 werd hij baljuw en kastelein van het kasteel van Woerden. Als baljuw sprak hij in 1805 de laatste doodstraf van Woerden uit.
In 1811 werd hij vrederechter. Hij speelde als notabele een belangrijke rol bij de ramp van Woerden in 1813 toen het terugtrekkende Franse leger een slachting in de stad aanrichtte. Hij beschreef dit in het boek "Woerden in slagtmaand 1813"
In 1814 werd hij kantonrechter, daarnaast was hij ook nog advocaat, notaris, dijkgraaf van Groot-Waterschap van Woerden, onderhoutvester, schoolopziener en lid van de Provinciale Staten. In 1823 maakte hij melding aan archeoloog Caspar Reuvens van een scheepsvondst in de 17e eeuw in Woerden, van wat waarschijnlijk een Romeins schip was.
Hij was van 1787 tot 1803 gehuwd met Cornelia Eva van Sorgen. Jan Meulman overleed in 1847 in Harmelen op zijn landgoed kasteel Batestein dat hij sinds 1807 had bewoond.
Jan Meulman was Ridder Grootkruis in de Orde van de Nederlandse Leeuw
- Biografisch Portaal: 41918908
- Digitale Bibliotheek voor de Nederlandse Letteren: meul029
- International Standard Name Identifier: 0000 0003 9299 6388
- Nederlandse Thesaurus van Auteursnamen: 069933421
- Parlement.com: vg09llvoxly4
- Virtual International Authority File: 219662183
- WorldCat: E39PBJwHkHDcRrpDfDM9drgVG3